# Sam Phillips
Samuel Cornelius „Sam“ Phillips (* 5. Januar 1923 in Florence, Alabama; † 30. Juli 2003 in Memphis, Tennessee) war ein US-amerikanischer Produzent und Musiklabelbesitzer. Er war der Gründer der Plattenfirma Sun Records und hat Stars wie Elvis Presley, Jerry Lee Lewis, Carl Perkins, Roy Orbison und Johnny Cash entdeckt.

## Leben

### Kindheit und Jugend
Sam Phillips wuchs zu Zeiten der Wirtschaftsdepression in Alabama auf. Geboren als jüngstes von acht Kindern, wurde er von der ländlichen Old-Time Music, dem Spiritual und dem Blues beeinflusst. In der High School leitete er die Schulband und arbeitete nebenbei als Radiomoderator für den Sender WLAY. Nachdem sein Vater 1941 im Krieg gefallen war, verließ er frühzeitig die Schule, um seine Mutter zu unterstützen. Eigentlich hatte er vor, Rechtswissenschaften zu studieren, konzentrierte sich dann aber auf seine Karriere als Radiomoderator.

### Anfänge als Radiomoderator
1942 heiratete er Rebecca Burns und übernahm einen Job bei WMSL in Decatur, Alabama. Nach einem kurzen Zwischenstopp in Nashville fand er schließlich im Juni 1945 eine Anstellung bei WREC in Memphis. Seine täglichen Radioshows Songs of the West und Saturday Afternoon Tea Dance wurden über das CBS-System national gesendet. Memphis war bereits als musikalisches Zentrum vor allem für Blues und Jug-Bands etabliert, jedoch gab es zur damaligen Zeit kein Aufnahmestudio in der Stadt.

### Gründung von Memphis Record Service
Im Oktober 1949 mietete Phillips an der 706 Union Avenue ein kleines Geschäft, in dem er ein bescheidenes Aufnahmestudio einrichtete. Finanzielle Hilfe bekam er dabei von Buck Turner, einem Musiker, der des Öfteren bei WREC auftrat. Phillips Slogan war „We record anything-anywhere-anytime“ („Wir nehmen alles überall und jederzeit auf!“). Zunächst machte Phillips neben den Plattenaufnahmen von Künstlern auch Aufnahmen bei Beerdigungen und Hochzeiten, die er dann auf Schallplatte presste und verkaufte. Mit seinem Freund Dewey Phillips gründete er das Label Phillips Records, für das am 30. August 1950 der Bluesmusiker Joe Hill Louis die ersten 300 Platten pressen ließ. Jedoch musste die Firma nach der ersten Veröffentlichung wieder schließen.
Phillips änderte daraufhin seine Strategie, machte nun Plattenaufnahmen von lokalen Talenten und verkaufte die Bänder an Labels wie Chess Records oder RPM der Bihari-Brüder. Im April 1951 veröffentlichte Chess die Single Rocket “88” von Jackie Brenston. Der Song war einen Monat zuvor in Phillips’ Studio unter der Leitung des Pianisten Ike Turner aufgenommen worden und erreichte im Mai desselben Jahres Platz eins der R&B-Charts. Rocket 88 gilt als einer der ersten Rock-’n’-Roll-Songs, die aufgenommen wurden. Phillips förderte in den nächsten Jahren weitere Rhythm-and-Blues-Künstler wie Howlin Wolf, B.B. King, James Cotton, Rufus Thomas, Rosco Gordon, Little Milton und Bobby Blue Bland.

### Gründung von Sun Records

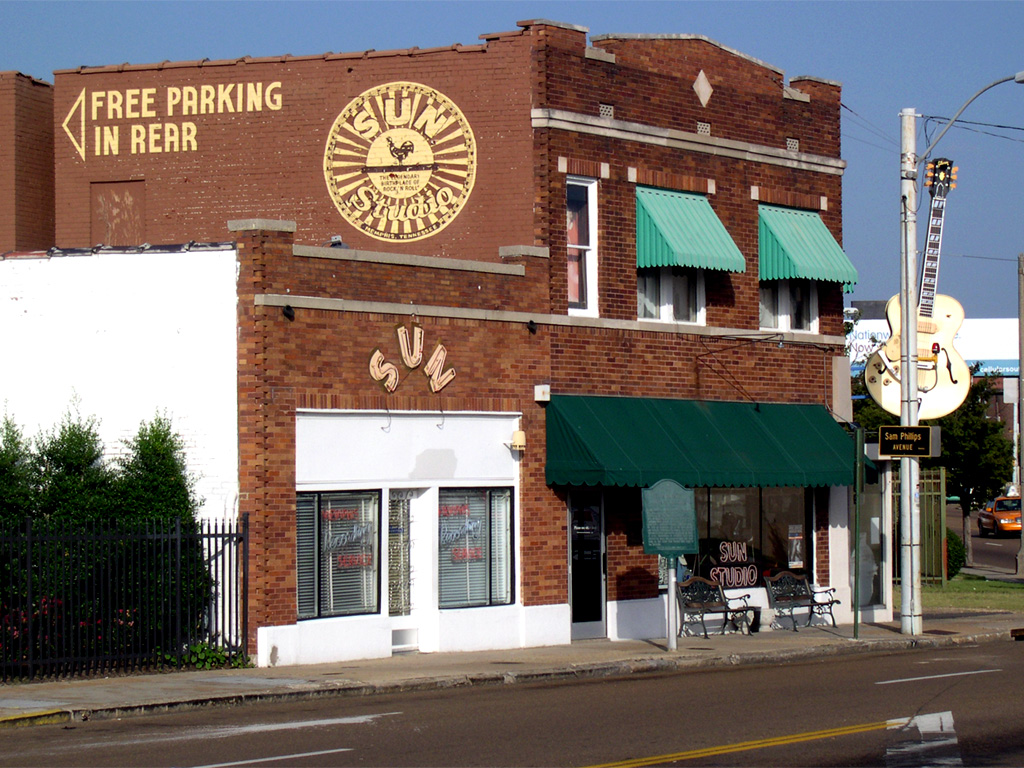
Das Sun Studio an der 706 Union Ave

Nachdem Phillips sich mit Chess zerstritten hatte, beschloss er erneut, ein eigenes Label zu gründen. Zudem geriet er trotz seiner Erfolge in finanzielle Schwierigkeiten. Daher gab er seinen Job als Radiomoderator auf und gründete Sun Records, deren erste Veröffentlichung das Saxophoninstrumental Drivin' Slow des 16-jährigen Johnny London war. 1953 verzeichnete das Label mit Rufus Thomas’ Bear Cat seinen ersten Hit.
Im Sommer desselben Jahres machte der junge Sänger Elvis Presley erste Aufnahmen im Sun Studio. Fast ein Jahr später, im Frühjahr 1954, sang Presley auf Anfrage erneut vor. Phillips sagte einmal: „Wenn ich einen Weißen mit der Stimme und dem Feeling eines Schwarzen finden könnte, wäre ich Millionär.“ Mit Presley schien dieser Musiker gekommen zu sein. Nach einer Session mit den Musikern Scotty Moore und Bill Black kamen die beiden Titel That's Allright (Mama) und Blue Moon of Kentucky heraus. Durch die sparsame Instrumentierung und die Vermischung von „weißer“ Country-Musik mit „schwarzem“ R&B war der Rockabilly geboren.

### Weitere Erfolge und spätere Jahre
Bereits Ende 1954 hatten sich weitere Country-Musiker wie Malcolm Yelvington, Ray Harris und Johnny Cash gemeldet, die ebenfalls einen ähnlichen Sound spielten. Doch Phillips konzentrierte sich zunächst auf Presley. Er verkaufte seine Platten, managte ihn, besorgte ihm Auftritte in der Grand Ole Opry und dem Louisiana Hayride und leitete seine Aufnahme-Sessions. Im November 1955 wurde Presleys Vertrag an RCA Victor verkauft, die endgültig einen Star aus Presley machten.
Ab 1955 widmete sich Phillips auch anderen Künstlern. Johnny Cashs erste Single bei Sun Records erschien mit Hey, Porter/Cry! Cry! Cry! im Juni 1955 und erreichte Platz 14 der Country-Charts. Auch mit Carl Perkins, Roy Orbison, Warren Smith und anderen Rockabilly-Künstlern feierte Phillips Erfolge. Der „Sun-Sound“ war in den gesamten Südstaaten der USA bekannt und fand zahlreiche Nachahmer. Während der nächsten Jahre fuhr Phillips fort, Rockabilly zu verkaufen und erreichte damit hohe Verkaufszahlen. Einer seiner letzten Entdeckungen war Carl Mann.
In den 1960er-Jahren verblasste der Erfolg von Sun Records rasch, und Phillips verkaufte das Label 1969 an Shelby Singleton. Er konzentrierte sich wieder auf die Radioindustrie und hatte einige erfolglose Studioprojekte. Sam Phillips starb 2003 im Alter von 80 Jahren in Memphis.

## Auszeichnungen
- 1986: Aufnahme in die Rock and Roll Hall of Fame
- 1987: Aufnahme in die Alabama Music Hall of Fame
- 1991: Erhalt eines Grammys für sein Lebenswerk
- Aufnahme in die Rockabilly Hall of Fame (# 104)
- 1998: Aufnahme in die Blues Hall of Fame
- 2001: Aufnahme in die Country Music Hall of Fame

Im Film Walk the Line (2005) wurde Phillips von Dallas Roberts, in Elvis (2005) von Tim Guinee und in Great Balls of Fire (1989) von Trey Wilson dargestellt.